# 共同訴訟参加
共同訴訟参加（きょうどうそしょうさんか）とは、民事訴訟において、訴訟の目的が当事者の一方及び第三者について合一確定すべき類似必要的共同訴訟となる場合に、当事者適格を有する第三者が共同訴訟人として訴訟に参加することをいう（民事訴訟法52条）。
補助参加の場合と同じように、第三者が裁判所に対して参加の申し出をすることで参加する。

## 共同訴訟参加できる場合
- 株主総会等決議不存在・無効確認の訴え（会社法830条）
- 株主総会等決議取消の訴え（会社法831条）
- 新株発行の無効の訴え（会社法840条）
- 責任追及等の訴え（いわゆる株主代表訴訟）における株主や株式会社の参加（会社法849条）
- 取立訴訟における他の差押債権者の参加（民事執行法157条1項）